# Покровское (Дагестан)
Покровское — село в Хасавюртовском районе Дагестана Россия.
Является административным центром Сельсовет «Покровский».

## География
Расположено в 7 км северо-востоку от города Хасавюрт.
Ближайшие населённые пункты: на северо-востоке — сёла Батаюрт и Байрамаул, на северо-западе — сёла Симсир, Кандаураул и Бамматюрт, на юго-западе — село Могилёвское, на юго-востоке — село Муцалаул.

## История
Село основано в 1907 году переселенцами из Белоруссии, на землях князя Хамзаева был основан посёлок Хамзаевский, чуть позже переименованный по празднику Покрова Пресвятой Богородицы в Покровский. Во время депортации чеченцев в селе проживало 424 чел., все по национальности чеченцы.  После возвращения чеченцев из высылки их подселяют в это село. В настоящее время они здесь составляют абсолютное большинство.

## Население
| 1914  | 1926  | 1939  | 1944 | 1959 | 1970  | 1989  |
| ----- | ----- | ----- | ---- | ---- | ----- | ----- |
| 336   | ↘226  | ↗494  | ↘470 | ↗856 | ↗1167 | ↗2055 |
| 2002  | 2010  | 2021  |      |      |       |       |
| ↗3575 | ↗4122 | ↗5053 |      |      |       |       |

Национальный состав (2002):
- чеченцы — 3488 чел. (97,6 %),
- русские — 28 чел. (0,8 %),
- лезгины — 24 чел. (0,5 %),
- кумыки — 18 чел. (0,5 %),
- аварцы — 15 чел. (0,4 %),
- прочие — 2 чел. (0,1 %).

## Образование
- Покровская муниципальная средняя общеобразовательная школа[15].